# Operculina (plante)
Cet article concerne le genre de plantes. Pour le genre de Foraminifères, voir Operculina (foraminifères).
Genre

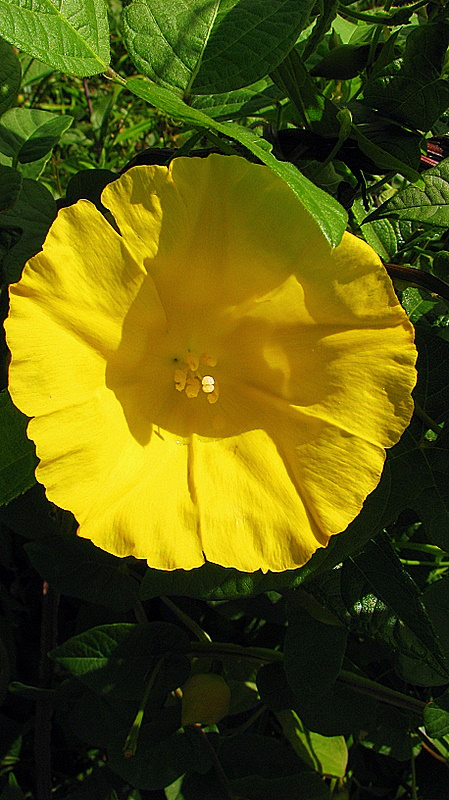
Fleur d’Operculina alata montrant les étamines spiralées.

Operculina est un genre de plantes de la famille des Convolvulaceae.

## Liste des espèces et variétés
Selon World Checklist of Selected Plant Families (WCSP) (8 mai 2020) :
- Operculina aequisepala (Domin) R.W.Johnson (1980)
- Operculina brownii Ooststr. (1939)
- Operculina codonantha (Benth.) Hallier f. (1893)
- Operculina hamiltonii (G.Don) D.F.Austin & Staples (1983)
  - variété Operculina hamiltonii var. hamiltonii
  - variété Operculina hamiltonii var. mucronata D.F.Austin & Staples (1983)
- Operculina leptoptera Urb. (1902)
- Operculina macrocarpa (L.) Urb. (1902)
- Operculina maypurensis (Hallier f.) A.R.Simões & Staples (2017)
- Operculina petaloidea (Choisy) Ooststr. (1939)
- Operculina pinnatifida (Kunth) O'Donell (1950)
- Operculina polynesica Staples (2007)
- Operculina pteripes (G.Don) O'Donell (1950)
- Operculina riedeliana (Oliv.) Ooststr. (1939)
- Operculina sericantha (Miq.) Ooststr. (1932)
- Operculina tansaensis Santapau & Patel (1958)
- Operculina turpethum (L.) Silva Manso (1836)
- Operculina ventricosa (Bertero) Peter (1891)